# Dyserth Castle
Dyserth Castle (auch Castell Diserth, Caerfaelan, Carregfaelan oder Castell-y-Garrec genannt) ist eine Burgstelle in Denbighshire in Wales. Die als Scheduled Monument geschützte Burgstelle liegt auf einem Bergrücken nördlich der Gemeinde Dyserth.  

## Geschichte
Nach dem Tod des walisischen Fürsten Llywelyn ab Iorwerth gelang es dem englischen König Heinrich III. 1241, in einem Feldzug Nordostwales bis zum River Conwy zu erobern. Zur Sicherung der Eroberungen ließ er ab 1241, nach anderen Angaben erst ab 1245, Dyserth Castle errichten. Die neue Burg sollte das häufig umkämpfte Rhuddlan Castle ersetzen und bildete zusammen mit dem weiter westlich gelegenen Deganwy Castle den Schwerpunkt der englischen Befestigungen. Um 1250 war der Bau der Burg abgeschlossen. Ab 1255 versuchte Llywelyn ap Gruffydd das Reich seines Großvaters wiederherzustellen und griff in den Englisch-Walisischen Kriegen ab 1256 mehrfach Dyserth Castle an.  Während das Umland schließlich von den Walisern erobert worden war, blieben die schwer befestigten Burgen von Dyserth und Deganwy als isolierte Festungen in englischer Hand. Erst im August 1263 ergab sich die Besatzung von Dyserth Castle nach sechswöchiger Belagerung. Die Burg wurde anschließend von den Walisern zerstört.
Die Burg wurde auch nach der erneuten Eroberung von Nordostwales durch Eduard I. nach 1277 nicht mehr aufgebaut. Aufgrund der durch die Belagerungen und Blockade von Dyserth Castle gewonnenen Erfahrungen ließ Eduard I. seine neuen Burgen zur Kontrolle von Wales am Ufer des Meeres oder von schiffbaren Flüssen errichten, so dass sie im Falle einer Belagerung durch Schiffe mit Nachschub versorgt werden konnten.
Während des Ersten Weltkriegs diente der Bergrücken als Steinbruch. Ein Großteil des ehemaligen Burggeländes wurde dabei mit den noch vorhandenen Mauerresten abgetragen.

## Anlage
Die Burg lag auf einem an leicht zu verteidigenden, steil abfallenden Bergrücken am nördlichen Ende der Clwyd Range westlich des River Clwyd. 
Die vorgelagerte, quadratische Vorburg mit den Wirtschaftsgebäuden war mit Erd- und Holzbefestigungen umgeben. An der Nord- und Ostseite wurde sie zusätzlich durch einen Graben geschützt, während der Fels an der Südseite steil abfiel. Westlich der Vorlag lag die höher gelegene trapezförmige Kernburg, die durch einen breiten Graben von der Vorburg getrennt war. Der Zugang zur Kernburg erfolgte durch ein doppeltürmiges Torhaus. Die Kernburg war von einer Ringmauer mit vier mehreckigen Türmen umgeben und bestand aus zwei Burghöfen, die durch eine Zwischenmauer und dem mehreckigen Constable Tower an der Nordseite getrennt waren. Die Nordseite war ebenfalls durch einen Graben geschützt, die Süd- und die Westseite durch eine äußere Ringmauer, womit die Burg die älteste konzentrisch angelegte Burg in Wales war. Die Küche und weitere Wirtschaftsgebäude befanden sich an die Innenseite der Zwischenmauer, der Palas an der Südseite und ein weiterer Wohnbau an der Westseite. Die Nordwestseite schützte der mehreckige, mächtige Stable Tower. 
Heute sind nur noch die Reste des Walls und des Grabens der Vorburg sichtbar.